# Мобильный перевод
Мобильный перевод (англ. Mobile translation) — сервис, предлагающий синхронный машинный перевод речи, с одного естественного языка на другой, который доступен на мобильных устройствах.

## История
Ноябрь 2012 года — Открывшийся сервис, японского мобильного оператора NTT Docomo, позволяет абонентам, говорящим на разных языках общаться в режиме реального времени. Языки, поддерживаемые сервисом: (японский <-> английский), (японский <-> корейский), (японский <-> китайский).
Май 2015 года — появилась программа для ОС Android, поддерживающая
перевод речи «голос в голос» на 12 языках и перевод чата на 88 языков. Blabber Messenger — сделан на основе, Telegram.
Сегодня системы перевода речи используются во всем мире. Эти системы применяются там, где разговорный язык используется для общения. Примеры включают в себя военных, полицию, беженцев, туристов, мед. учреждения, школы, гостиницы, магазины, заводы и т. д.
Классификация устройств перевода:
- Автоматические переводчики устной речи (Speech-to-Speech Translation)
- Голосовые переводчики (Voice Translation), (Speech Translation)
- Сканирующие переводчики
- Электронные словари — переводчики (Electronic dictionary)

## Переводчики устной речи
Длительное время идёт поиск[кем?] электронной системы, которая м.б. в автоматическом режиме осуществлять синхронный перевод, в частности устный, с одного языка на другой. Уже появились сервисы сотовых компаний, позволяющие абонентам, говорящим на разных языках, общаться в режиме реального времени. Перевод их общения производится автоматически. Пользователь может не только слышать перевод фразы собеседника, но и видеть текст перевода на экране телефона.
Автоматические переводчики устной речи различаются:
- Работающие «на клиенте» (client-based).
- По принципу «клиент-сервер» (client-server) (OnLine service).

## Разработчики SoftWare «Speech-to-Speech Real-Time Translation»
- NTT Docomo, «Real-time Translator Phone» — «Универсальный переводчик» в режиме реального времени.[1]
- Microsoft «Speech-to-Speech Real-Time Translation»[3]
- KIT Institute of Technology «Automatic Simultaneous Lecture Translation».[4]
- «Центр речевых технологий» проект «Руссограф» — Распознавание слитной речи на большом словаре.[5]
- AppTek HMT[6] «TranSphere®» — полная интеграция SMT и RBMT методологий.
- Asia Online[7] «SAIC’s OmnifluentTM Human Language Technology».
- LinguaSys[8] «Carabao Machine Translation engine».
- Systran[9][10] «SYSTRAN’s hybrid engine»
- Polytechnic University of Valencia[11]
- PROMT[12] «PROMT DeepHybrit»[13]
- Blabber Messenger — перевод речи «голос в голос» на 12 языках и перевод чата на 88 языков, сделан на основе Telegram.